# Cyanopepla xenodice
Cyanopepla xenodice är en fjärilsart som beskrevs av Druce 1884. Cyanopepla xenodice ingår i släktet Cyanopepla och familjen björnspinnare. Inga underarter finns listade i Catalogue of Life.